# Právo a spravedlnost
Právo a spravedlnost (zkratka PiS, polsky: Prawo i Sprawiedliwość) je polská národně konzervativní politická strana. V Evropském parlamentu je členem frakce Evropští konzervativci a reformisté, na národní úrovni vede koalici Spojená pravice. V současnosti drží 190 křesel v Sejmu (dolní komoře) a 34 v polském Senátu. Předsedou strany je od 18. ledna 2003 Jarosław Kaczyński.
PiS vyhrála parlamentní a prezidentské volby v roce 2005, kdy se Lech Kaczyński stal prezidentem. Strana vytvořila koaliční vládu s Ligou polských rodin a Sebeobrany Polska. V roce 2007 však utrpěla porážku a zůstala v opozici až do roku 2015, kdy opět získala prezidentský úřad i parlamentní většinu. PiS si tuto kontrolu udržela i po volbách v roce 2019 a 2020, ale po volbách v roce 2023 většinu ztratila.
Strana má silné vztahy s Katolickou církví a pod vedením Jarosława Kaczyńského vede politiku zaměřenou na národní suverenitu, sociální konzervatismus a ekonomický intervencionismus. Je známá svou kontroverzní politikou týkající se justičních reforem, která je často kritizována za podkopávání liberálně-demokratických kontrol a vyvažování moci.

## Historie

### Vznik
Strana vznikla na základě vlně popularity, kterou získal Lech Kaczyński během svého působení v polském ministerstvu spravedlnosti (mezi červnem 2000 až červencem 2001) ve vládě vedené AWS. Samotná AWS, která straně předcházela byla vytvořena z široké škály mnoha malých politických stran během března 2001. V roce 2001 v parlamentních volbách PiS získal 44 (z 460) křesel v dolní komoře polského parlamentu (Sejmu) s 9,5 % hlasů.
V roce 2002 byl Lech Kaczyński zvolen starostou Varšavy. V roce 2003 předal Lech Kaczyński funkci předsedy strany svému bratrovi Jarosławovi.

### Koaliční vláda: 2005–2007
Parlamentní volby v září 2005 strana vyhrála ze ziskem 26,99 % hlasů, čímž získala 155 mandátů v Sejmu a 49 křesel v Senátu. Očekávalo se, že dvě největší strany, PiS a Občanská platforma (PO), vytvoří koaliční vládu. Potenciální koaliční partneři se však rozešli kvůli sporům o polské prezidentské křeslo. Po tom, co Lech Kaczyński 23. října 2005 vyhrál druhé kolo prezidentských voleb s 54,0 % hlasů, čímž porazil tak kandidáta PO Donalda Tuska, byly spory ukončeny. Jarosław Kaczyński následně oznámil, že ze strany vystoupí. 
Po volbách v roce 2005 se měl Jarosław Kaczyński stát premiérem. Aby však zvýšil šance svého bratra na vítězství v prezidentských volbách (jejichž první kolo bylo naplánováno dva týdny po parlamentních volbách), PiS vytvořila menšinovou vládu vedenou Kazimierzem Marcinkiewiczem. Toto uspořádání se nakonec ukázalo jako neudržitelné. V červenci 2006 PiS vytvořila pravicovou koaliční vládu s agrárně populistickou Sebeobranou Polské republiky a nacionalistickou Ligou polských rodin, v jejímž čele stanul právě Jarosław Kaczyński. Spolupráce s těmito výrazně krajními stranam, vážně poškodila reputaci PiS. Poté, co se objevila obvinění z korupce a sexuálního obtěžování proti Andrzeji Lepperovi, lídrovi Sebeobrany, se PiS rozhodla koalici ukončit a vyhlásit nové volby.

### V opozici: 2007–2015
V předčasných parlamentních volbách v říjnu 2007 skončila PiS druhá za vítěznou opoziční Občanskou platformou se ziskem 32,1% a 166 křesel v Sejmu. Ačkoliv si strana procentuálně oproti minulým volbám, které vyhrála, mírně polepšila, byl tento výsledek vzhledem k náskoku Občanské platformy, která ve volbách získala 41,5%, hodnocen jako volební porážka. 
10. dubna 2010 zahynul bývalý stranický lídr Lech Kaczyński při havárii letounu Tu-154 polského letectva. u Smolensku. Jarosław Kaczyński se tak stal jediným lídrem strany a kandidoval v následujících prezidentských volbách v roce 2010. V nich získal 46,99 % hlasů, ale prohrál s kandidátem Občanské platformy Bronisławem Komorowským, který zvítězil se ziskem 53,01 %.

V parlamentních volbách v říjnu roku 2011 se opoziční Právo a spravedlnost s lídrem Jarosławem Kaczyńskim umístilo na druhém místě; po volbách pokračovala Donaldem Tuskem vedená koalice Občanské platformy a Polské lidové strany, Právo a spravedlnost zůstala nadále opoziční stranou.

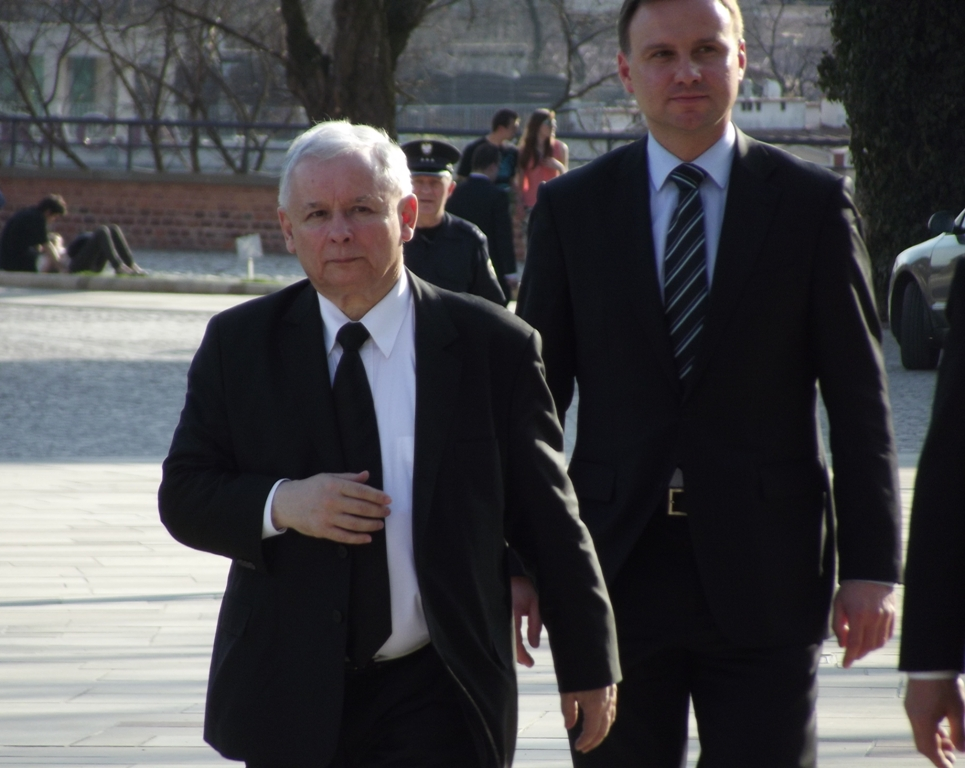
Předseda strany Jarosław Kaczyński a Andrzej Duda

### Ve většinové vládě: 2015–2023
V parlamentních volbách v říjnu 2015 strana Právo a spravedlnost drtivě zvítězila a jako první strana od pádu komunismu získala absolutní většinu v Sejmu i Senátu. Za normálních okolností by se tedy Jarosław Kaczyński měl stát podruhé premiérem, jako kandidátka PiS na premiérku byla však vybrána Beata Szydłová, která byla vnímána jako umírněnější politička než Kaczyński. 
Strana během této doby podporovala kontroverzní reformy maďarské strany Fidesz, Kaczyński dokonce v roce 2011 prohlásil, že „jednoho dne budeme mít Budapešť ve Varšavě“. Vítězství PiS ve volbách v roce 2015 vedlo k vytvoření mezistranického opozičního hnutí Výbor na obranu demokracie (KOD). V roce 2017 navrhla PiS reformy soudnictví, které měly dle strany zlepšit efektivitu justice, avšak vyvolaly protesty, protože byly vnímány jako podkopání nezávislosti soudů. Tyto reformy byly nejprve nečekaně vetovány prezidentem Dudou, který je později přesto podepsal. V roce 2017 zahájila Evropská unie řízení podle článku 7 kvůli „zjevnému riziku vážného porušení“ právního státu a základních hodnot EU
Podle odborníka na ústavní právo Wojciecha Sadurského strana způsobila „ústavní rozklad“tím, že obsadila polský Ústavní soud svými příznivci, narušila parlamentní procedury a oslabila roli prezidenta i premiéra ve prospěch mimoústavní koncentrace moci v rukou Jarosława Kaczyńského. Po odstranění ústavních brzd a protiváh se vláda zaměřila na omezování činnosti neziskových organizací a nezávislých médií, potlačování svobody projevu a shromažďování a snížení kvalifikací požadovaných pro práci ve státní správě, aby mohla tato místa obsadit stranickými loajalisty. Byl upraven mediální zákon, a to tak, aby umožnil vládní straně kontrolu nad státními médii, která se stala stranickou hlásnou troubou, přičemž nesouhlasní novináři byli propouštěni. Kvůli těmto změnám bylo Polsko společně s Maďarskem označováno jako „neliberální demokracie“, „plebiscitární autoritářství“ nebo „sametová diktatura s fasádou demokracie“.
V červenci 2016 označil polský Sejm masakry polského obyvatelstva na Volyni ze strany ukrajinských nacionalistů za genocidu. Jarosław Kaczyński prohlásil: „Nikdy nesmíme zapomenout na tento zločin spáchaný na Polácích, žádný takový zločin nesmí být zapomenut, relativizován nebo označen jinak než jako genocida.“

Strana byla znovu zvolena v parlamentních volbách v roce 2019. Se ziskem 44 % hlasů získala nejvyšší podíl hlasů ze všech stran od obnovení demokracie v roce 1989, ztratila ale většinu v Senátu.

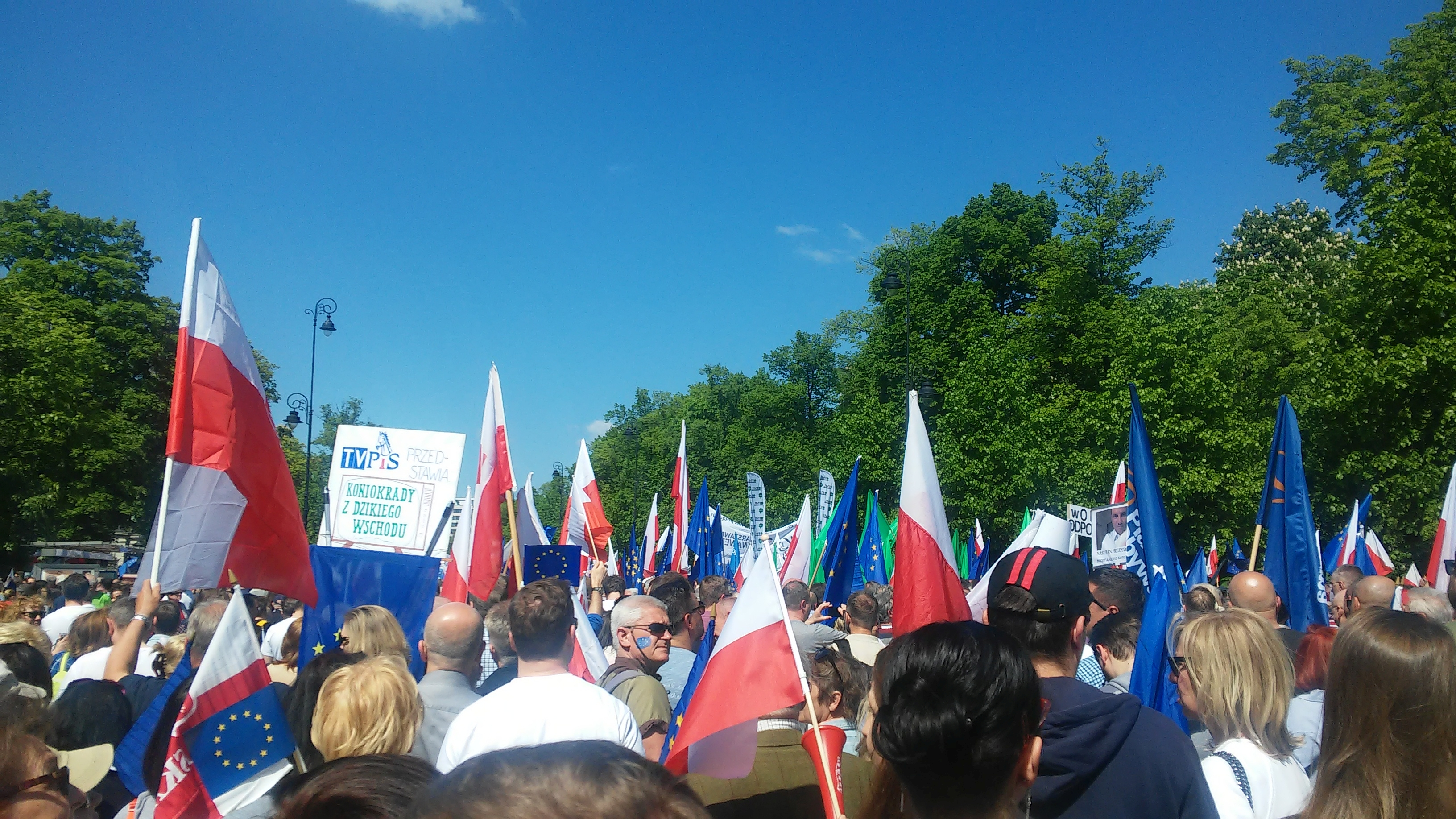
Demonstrace Výboru na obranu demokracie ve Varšavě proti zásahům do polské justice, 7. května 2016

### Znovu v opozici: 2023–současnost
Aliance Sjednocené pravice se v parlamentních volbách 2023 umístila na prvním místě již potřetí v řadě a získala největší počet mandátů, avšak na většinu v Sejmu již nedosáhla. Opozice, tvořená Občanskou koalicí, Třetí cestou a Levicí, získala dohromady 54 % hlasů a dokázala sestavit většinovou koaliční vládu. Přestože PiS nemohla vládnout samostatně, polský prezident Andrzej Duda oznámil svůj záměr znovu jmenovat dosavadního premiéra Mateusze Morawieckého, a to na základě dosud neoficiálního zvyku nominovat člena vítězné strany. Čtyři opoziční strany Dudovo rozhodnutí kritizovaly jako zdržovací taktiku.
Opoziční strany následně 10. listopadu podepsaly koaliční dohodu, čímž de facto převzaly kontrolu nad Sejmem, a shodly se na nominaci bývalého premiéra a předsedy Evropské rady Donalda Tuska jako svého kandidáta. Morawieckého nový kabinet, médii označovaný jako „dvoutýdenní vláda“ či „zombie vláda“ kvůli svému krátkému trvání, složil přísahu 27. listopadu 2023. Jak se ovšem očekávalo, vláda Mateusze Morawieckého byla 11. prosince 2023 v Sejmu poražena, čímž její mandát fakticky skončil.

### Odštěpené frakce
V lednu 2010 se od strany odtrhla frakce vedená Jerzym Polaczkem a založila stranu Polsko Plus. Jejími členy bylo sedm poslanců Sejmu pocházejících z centristického, ekonomicky liberálního křídla strany. Dne 24. září 2010 byla skupina rozpuštěna a většina jejích členů včetně Polaczka se vrátila do Práva a spravedlnosti.
Dne 16. listopadu 2010 založili poslanci Joanna Kluzik-Rostkowska, Elżbieta Jakubiak a Paweł Poncyljusz spolu s europoslanci Adamem Bielanem a Michałem Kamińským novou politickou skupinu Polsko na prvním místě (Polska jest Najważniejsza). Kamiński tehdy prohlásil, že stranu Právo a spravedlnost ovládli krajně pravicoví extremisté, jelikož nová strana vznikla z nespokojenosti s vedením a směřováním Jarosława Kaczyńského.
4. listopadu 2011 byli ze strany vyloučeni europoslanci Zbigniew Ziobro, Jacek Kurski a Tadeusz Cymański poté, co Ziobro vyzval k rozdělení strany na dvě samostatné – centristickou a nacionalistickou, přičemž on a jeho stoupenci zastupovali nacionalistické křídlo. Stoupenci Ziobra, většinou z pravého křídla strany, utvořili v parlamentu novou skupinu Solidární Polsko (Solidarna Polska), což vedlo i k jejich vyloučení. Strana Solidární Polsko byla formálně založena v březnu 2012, avšak v průzkumech veřejného mínění nikdy výrazně nedostihla stranu Právo a spravedlnost. 12. října 2024 došlo k přejmenování strany na Suverénní Polsko a během sjezdu PiS v Przysuche se fakticky sloučila s Právem a spravedlností.

## Ideologie
Strana se hlásí k morálním hodnotám spojeným s polským tradicionalismem a katolickou církví (zákaz interrupcí, boj proti registrovanému partnerství a eutanazii).
Nesouhlasí s legalizací tzv. měkkých drog a s odlukou církve od státu. Prosazuje zostření trestů za trestné činy. Mezi další body patří boj proti korupci, či zlepšení fungování státu. Chce zveřejnit všechna akta tajné policie z doby komunistické PLR.
V ekonomické sféře má sociálně-konzervativní pohledy, je proti omezování sociálních výdajů, prosazuje silnou roli státu, zavedení státem garantovaných půjček na byty, udržení bezplatného vzdělání a zdravotnictví, kdy zdravotnictví by mělo být financováno přímo ze státního rozpočtu.
Odmítá přijímat migranty na základě uprchlických kvót stanovených EU. V reakci na teroristické útoky v Katalánsku v srpnu 2017 prohlásil polský ministr vnitra Mariusz Błaszczak, že „Evropa by se měla probudit,“ protože máme „co do činění se střetem civilizací“. Podle Błaszczaka „Přesídlování uprchlíků je systém, který povzbuzuje miliony lidí, aby se vydali na cestu do Evropy.“
Strana je svými příznivci vnímána jako křesťansky demokratická, především ale kvůli reformě justice, která má podle PiS očistit soudy od dědictví komunismu, bývá svými politickými odpůrci, kteří reformu nazývají "útoky na nezávislost justice", označována jako autoritářská či neliberální.

## Voličská základna

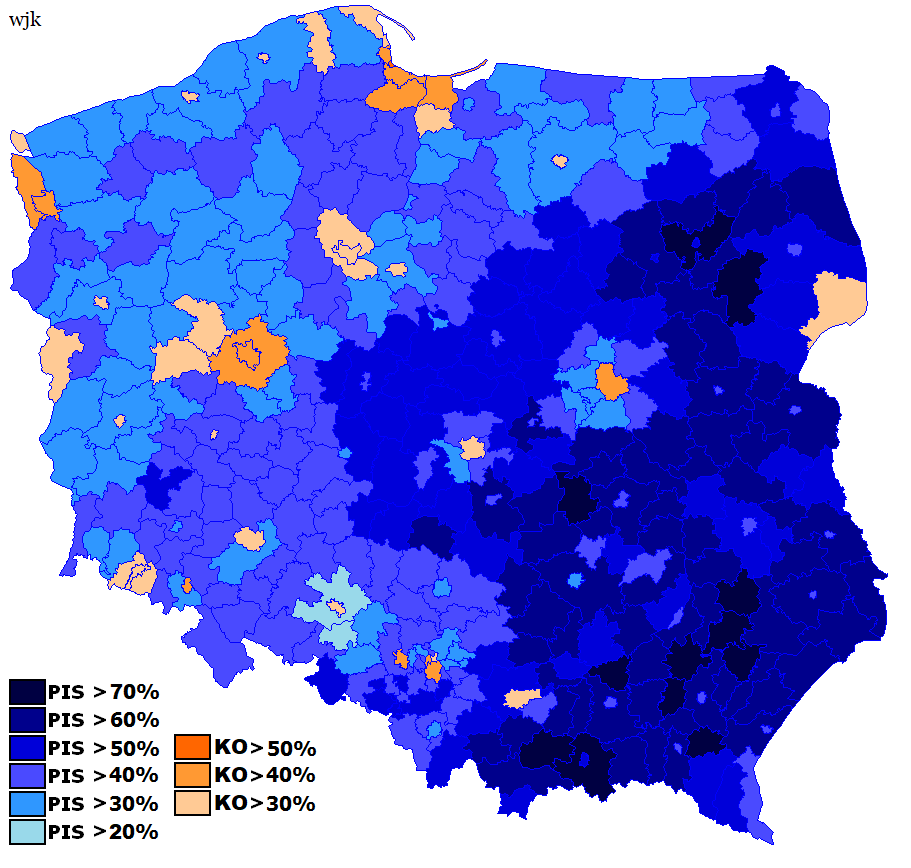
Hlavní voličské základny PiS (tmavě modrá) na mapě výsledků parlamentních voleb 2019. V těchto volbách zaznamenala strana zvýšenou podporu.

Podobně jako Občanská platforma, ale na rozdíl od pravicových okrajových stran, vznikla strana Právo a spravedlnost (PiS) z antikomunistického odborového hnutí Solidarita (což představuje významný dělící faktor v polské politice), které nebylo teokratickou organizací. Vedení Solidarity chtělo v roce 2005 nově vzniklou stranu podpořit, ale odradila je poslední zkušenost odborů se stranickou politikou, kdy podporovaly volební uskupení Volební akce Solidarita (AWS).
Dnes má strana velkou podporu mezi dělnickou třídou a členy odborů. K jejím voličům patří horníci, zemědělci, obchodníci, nekvalifikovaní pracovníci, nezaměstnaní a důchodci. Díky svému levicovému přístupu k ekonomice přitahuje voliče, kteří mají pocit, že na ně ekonomická liberalizace a evropská integrace nebrala ohled. Základ podpory strany tvoří starší, nábožensky založení lidé, vyjadřující konzervatistické a vlastenecké názory. Voliči PiS obvykle žijí ve venkovských oblastech a menších městech, přičemž nejsilnější podporu má strana v jihovýchodní části Polska. Stranu podporují spíše lidé bez vysokoškolského vzdělání.
Regionálně má strana větší podporu v oblastech Polska, které historicky patřily k západní Haliči-vladiměřskému království a Kongresovému Polsku. Od roku 2015 už hranice podpory nejsou tak jasně vymezené a strana získává podporu i v západních částech země, zejména v méně rozvinutých oblastech. Větší města a aglomerace ve všech regionech mají však tendenci volit liberálnější strany, jako je Občanská platforma nebo Moderní (.N). Přesto PiS stále drží značnou podporu v chudších a dělnických čtvrtích velkých měst.
Na základě tohoto voličského profilu tvoří Právo a spravedlnost jádro konzervativního post-solidaritního bloku spolu s Ligou polských rodin a Volební akcí Solidarita, na rozdíl od liberálně konzervativního post-solidaritního bloku Občanské platformy. Nejvýraznějším rysem voličů PiS byl jejich důraz na dekomunizaci.

## Názory

### Ekonomika
Strana podporuje státem garantovanou minimální sociální záchranné minimum a rozsáhlé státní zásahy do ekonomiky a tvrdí, že je nezbytný „sociálně citlivější a méně tržně orientovaný“ ekonomický systém. Prosazuje progresivní zdanění, které by přerozdělovalo bohatství od bohatých k chudým, a podporuje rozsáhlý program sociálního bydlení. Strana slíbila a realizovala daňové a sociální výhody pro manželské páry a rodiny, rovněž se hlásí k principům ekonomického nacionalismu, postupujícím státní kontrolu nad klíčovými sektory hospodářství.Usiluje o zvýšení výdajů na zdravotnictví na 6 % polského HDP a znárodnění dluhů nemocnic. Během volební kampaně v roce 2015 navrhla daňové úlevy v závislosti na počtu dětí v rodině a také snížení sazby DPH (při zachování rozdílů mezi jednotlivými typy sazeb DPH). V roce 2019 byla nejnižší sazba daně z příjmů fyzických osob snížena z 18 % na 17 %.
PiS se staví proti škrtům ve výdajích na sociální zabezpečení a rovněž navrhla zavedení systému státem garantovaných hypotečních úvěrů. Strana odmítá zahraniční vlastnictví klíčových průmyslových odvětví a podniků a navrhla zpětný odkup největší polské sítě večerek Žabka od zahraničních vlastníků. Podporuje také státem poskytovanou univerzální zdravotní péči. PiS byla rovněž označována jako etatistická, protekcionistická, solidaristická a intervencionistická. Zastává také agraristické postoje. Vzhledem k přerozdělovacímu a protekcionistickému programu strany, stejně jako jejímu zaměření na sociální politiku a znárodňování, ji někteří politologové klasifikují jako ekonomicky levicovou. Byla také popsána jako ekonomicky levicově orientovaná agenturou Reuters. Politický ekonom Cédric M. Koch uvedl, že PiS kombinuje „politický komunitarismus s neosocialistickými ekonomickými názory“.
Ekonomické názory a politika strany vycházejí z polské politické strany Sebeobrana Polské republiky (Samoobrona) vedené Andrzejem Lepperem. Po úplném kolapsu Samoobrony ve volbách do polského parlamentu v roce 2007 PiS převzala její ekonomickou rétoriku a postoje. Samoobrona je ekonomicky krajně levicová strana, mnohem levicovější než postkomunistické strany, jako je sociálnědemokratická Demokratická levice. Poté, co Samoobrona a krajně pravicová antikapitalistická Liga polských rodin (LPR) v roce 2006 vytvořily koalici s PiS, aby zabránily nástupu neoliberální Občanské platformy k moci, PiS dokázala přetáhnout voliče obou stran tím, že „převzala ekonomicky inkluzivní rétoriku původně levicové Sebeobrany a překonala LPR v kulturním konzervatismu“.
Strana tvrdí, že zastupuje „marginalizovanou drtivou většinu Poláků“, kteří museli nést náklady kapitalistické transformace, a uvádí, že jejím hlavním cílem je zajistit „obyčejným lidem spravedlivý ekonomický podíl na společenských zdrojích“. Právo a spravedlnost je silně kritické vůči neoliberalismu, který popisuje jako „protivrodinný“, a tvrdí, že neoliberální politika je zodpovědná za sociální nerovnost a maximalizaci zisku na úkor „obyčejných lidí“ a „katolických hodnot“. Strana navrhuje zvýšení sociálních dávek, zvýšení minimální mzdy, zvýšení výdajů na výživu dětí a podporu méně majetných rodin. Rovněž požaduje více dotací a státní kontrolu polské infrastruktury a rozšíření zdravotního a vzdělávacího systému. Strana se také staví proti privatizaci a prohlašuje: „Nemůžeme zbavit stát vlivu a odpovědnosti za společenský řád, zejména za nejslabší sociální skupiny, jejichž situace se v důsledku transformace rychle zhoršila.“

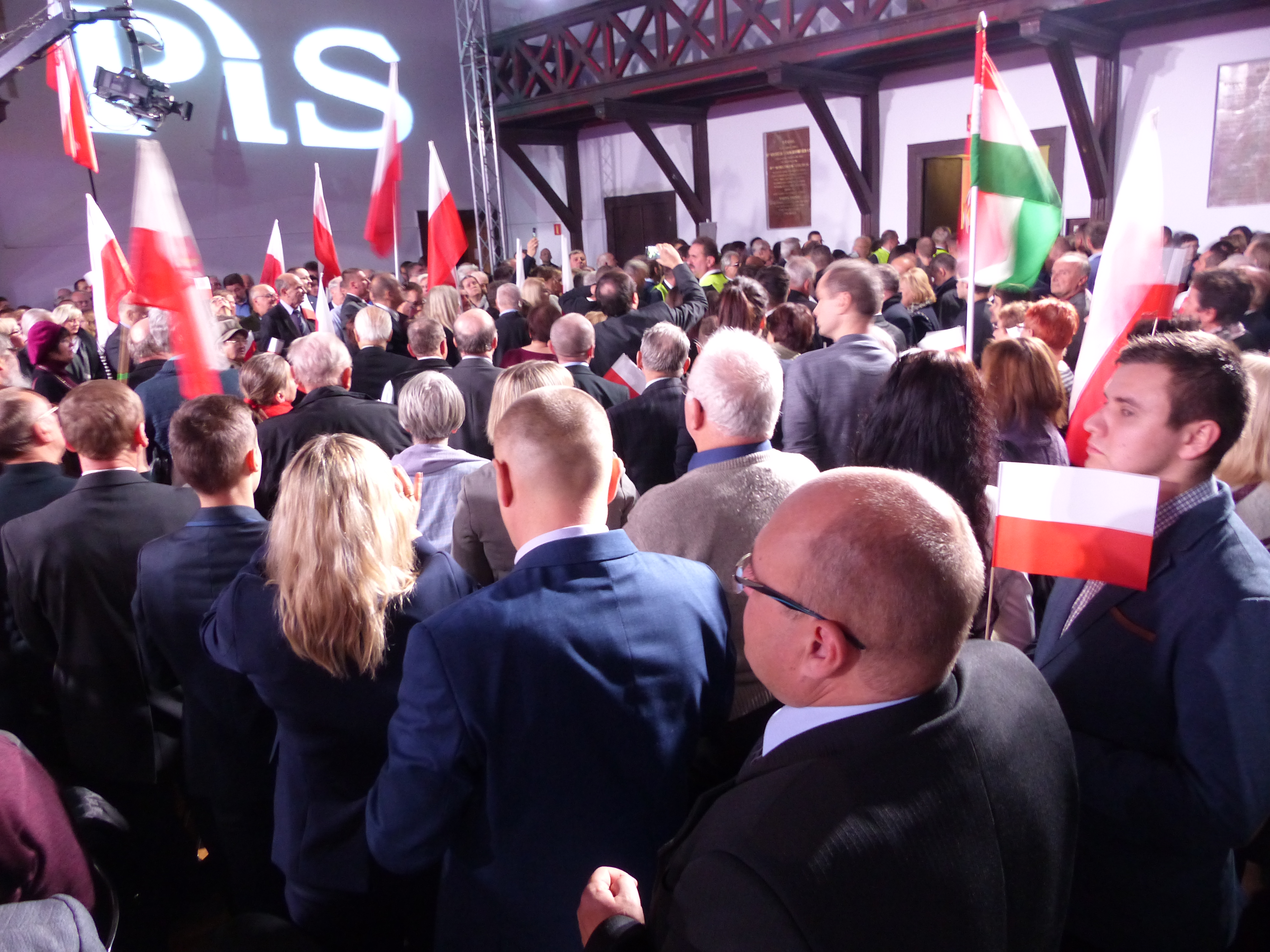
Meeting strany na Den nezávislosti Polska

### Národní politické struktury
PiS předložila návrh ústavní reformy, který mimo jiné zahrnuje: umožnění prezidentovi vydávat zákony prostřednictvím dekretů (na návrh vlády), snížení počtu členů Sejmu a Senátu a zrušení ústavních orgánů dohlížejících na média a měnovou politiku. PiS prosazuje zvýšení trestních sazeb. Prosazuje agresivní protikorupční opatření, včetně vytvoření Centrálního protikorupčního úřadu (CBA), veřejného zveřejnění majetku politiků a významných státních úředníků a širokou škálu opatření k usnadnění fungování veřejných institucí.
PiS je silným zastáncem lustračního procesu (lustracja), což je systém ověřování zaměřený na boj proti vlivu bezpečnostních složek z doby komunismu v polské společnosti. Zatímco současné lustrační zákony vyžadují ověřování osob působících ve veřejných funkcích, PiS chce tento proces rozšířit i na vysokoškolské profesory, právníky, novináře, manažery velkých společností a další osoby vykonávající „veřejné funkce“. Podle strany by těm, kteří byli shledáni jako spolupracovníci bezpečnostních složek, mělo být zakázáno vykonávat své profese.

### Obrana
Ve svém programu z roku 2001 strana požadovala zachování povinné vojenské služby, avšak s jejím co největším zkrácením: „PiS se bude snažit zkrátit dobu povinné vojenské služby do té míry, aby se omezila pouze na výcvik branců. Obecná vojenská služba by měla být uložena nejlepším brancům, čímž by se zvýšila úroveň záloh a vytvořily vhodné společenské vzory. Podpoříme rozvoj atraktivního vojenského výcvikového programu pro studenty a vojenských tříd na středních školách, spolu s odpovídajícím motivačním systémem.“
Později strana svůj postoj k branné povinnosti opustila – plánovala zavést plně profesionální armádu a ukončit odvod do roku 2012; v srpnu 2008 byla v Polsku povinná vojenská služba zrušena. PiS podporuje účast Polska na zahraničních vojenských misích vedených OSN, NATO a Spojenými státy, například v Afghánistánu a Iráku.
Strana zmírnila svou politiku v důsledku koalice s krajně levicovou Samoobranou a krajně pravicovou Ligou polských rodin (LPR) v roce 2006, protože obě strany požadovaly stažení polských vojáků z Iráku a Afghánistánu a distancování Polska od Evropské unie.

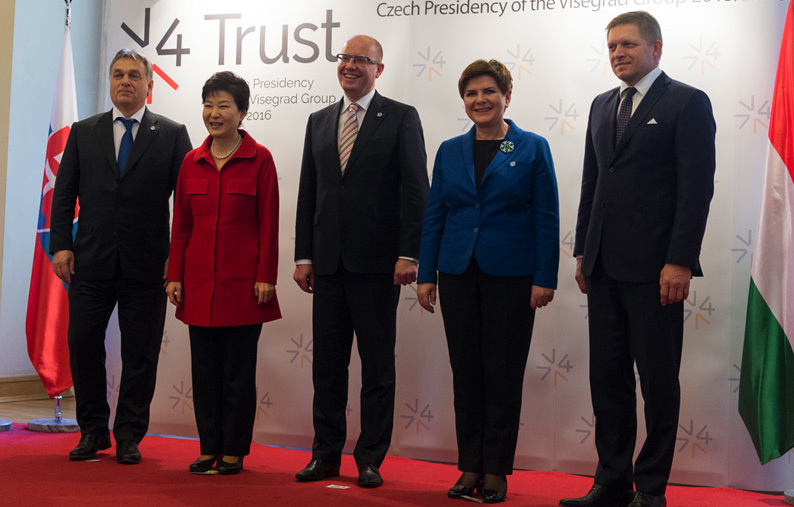
Setkání premiérů států V4 v Praze 2015

### Diplomatické vztahy
PiS je euroskeptická, přesto podporuje integraci s Evropskou unií za podmínek výhodných pro Polsko. Strana podporuje hospodářskou integraci a užší spolupráci v oblastech energetické bezpečnosti a vojenských operací, ale je skeptická k hlubší politické integraci. Odmítá vznik evropského superstátu nebo federace. Předseda strany Jarosław Kaczyński 24. června 2016 řekl, že brexit je velmi špatná událost a že polské místo je stále v Evropské unii. V prosinci 2021 Kaczyński obvinil novou německou vládu, že se pokouší přeměnit Evropskou unii na „německou čtvrtou říši“. V Evropském parlamentu je členem frakce Evropských konzervativců a reformistů (ECR), která byla založena v roce 2009 s cílem čelit převládajícímu pro-federalistickému přístupu Evropského parlamentu a řešit vnímaný demokratický deficit na evropské úrovni.
Strana často vyjadřovala protiněmecké a protiruské postoje.PiS zastává tvrdou linii vůči Rusku ve své zahraniční politice od svého založení. Strana hlasitě obhajovala vojenskou pomoc Ukrajině během ruské invaze v roce 2022, avšak v září 2023 oznámila zastavení dodávek zbraní po neshodách ohledně vývozu ukrajinského obilí do Polska. Strana je popisována jako rozdělená mezi pro-ukrajinskou a proti-ukrajinskou frakci.
Ačkoli vláda PiS zpočátku prosazovala pro-izraelskou politiku, vztahy s Izraelem se zhoršily po novelizaci zákona o Institutu národní paměti v roce 2018 a následných diplomatických incidentech. V opozici PiS požadovala vyhoštění izraelského velvyslance po útocích dronů na organizaci World Central Kitchen a kritizovala izraelskou invazi do Pásma Gazy v roce 2023.
Vláda PiS podporovala vstup Turecka do Evropské unie. Strana také prosazuje úzké vztahy s Maďarskem vedeným Viktorem Orbánem, ačkoli se jejich postoje rozcházely ohledně rusko-ukrajinské války.
Právo a spravedlnost kritizovalo rozhodnutí polské vlády z roku 2008 uznat nezávislost Kosova na Srbsku.

### Sociální otázky
Postoje strany k sociálním otázkám jsou tradicionalističtější než u sociálně konzervativních stran v jiných evropských zemích, a její sociální názory odrážejí postoje křesťanské pravice. PiS je popisována jako strana s pravicově populistickými názory.

#### Tradiční rodina
Strana se silně profiluje jako pro-rodinná a podporuje manželské páry, aby měly více dětí. Před parlamentními volbami v roce 2005 slíbila vybudovat tři miliony levných bytů jako způsob pomoci mladým párům začít rodinu. Jakmile se dostala k moci, prosadila legislativu prodlužující rodičovskou dovolenou.
V roce 2017 zahájila vláda PiS program „500+“, podle kterého všechny rodiny žijící v Polsku dostávají neomezenou měsíční platbu 500 zlotých na každé druhé a následné dítě (podpora pro první dítě je závislá na příjmech). Strana také oživila myšlenku na program výstavby levných bytů podporovaných státem. V témže roce poslanci strany schválili zákon zakazující většinu maloobchodního prodeje v neděli, s odůvodněním, že pracovníci by měli trávit více času se svými rodinami.

#### Potraty

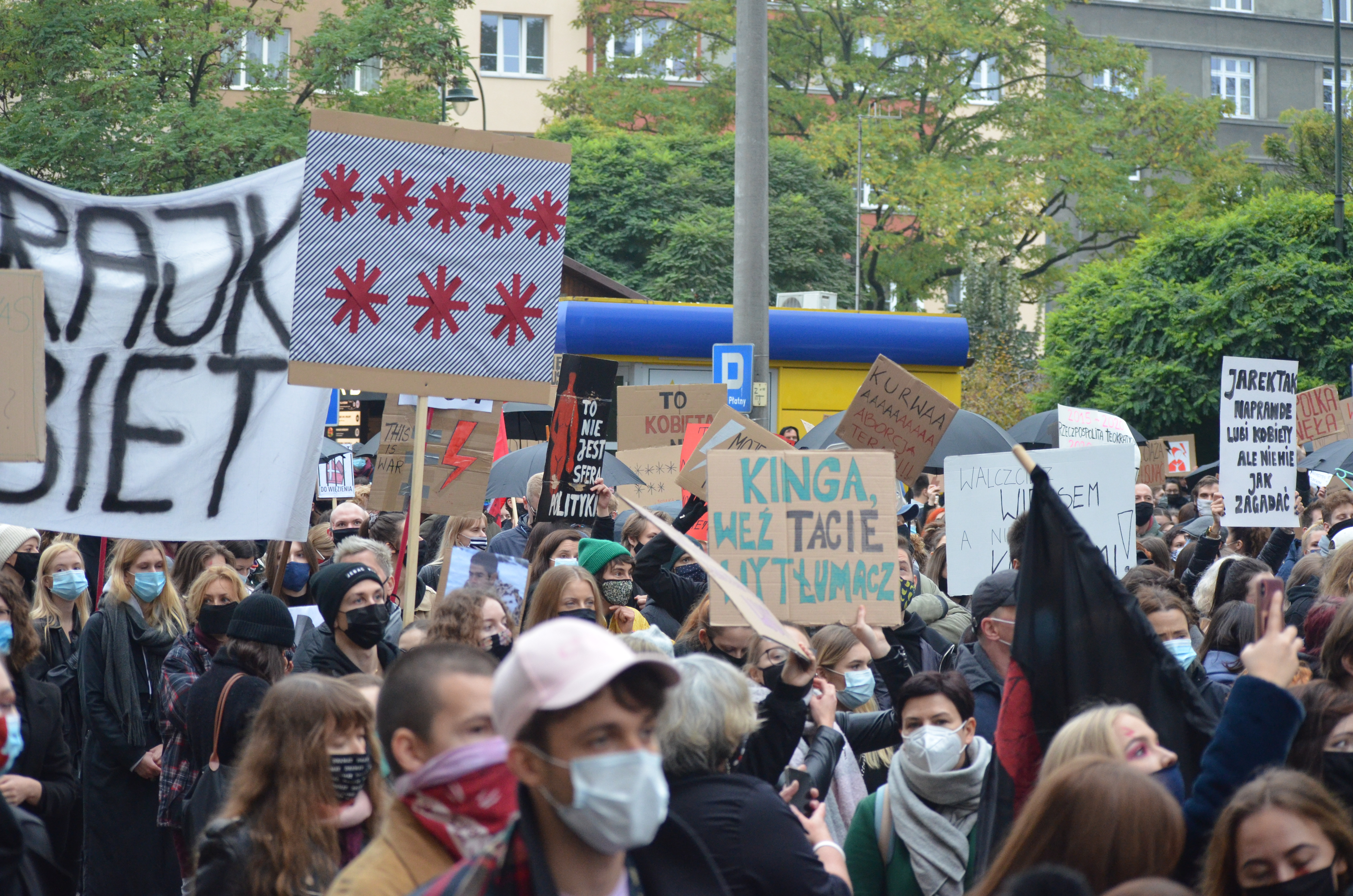
Transparenty proti PiS během říjnových protestů 2020 v Krakově

Strana je proti potratům a podporuje další zpřísnění již tak velmi restriktivních polských potratových zákonů. V roce 2016 podpořila PiS legislativu, která by zakázala potraty za všech okolností a vyšetřovala by je. Po mohutných tzv. černých protestech v roce 2016 byla tato legislativa stažena. V říjnu 2020 Ústavní soud rozhodl, že jeden z tří důvodů pro potrat(vrozené indispozice) je neústavní. Nicméně mnoho ústavních právníků tvrdí, že toto rozhodnutí je neplatné.
Strana také vystupuji proti eutanazii a komplexní sexuální výchově. Navrhla také zákaz umělého oplodnění (in vitro).

#### Osoby se zdravotním postižením
V dubnu 2018 vláda PiS oznámila program „Accessibility+“ v hodnotě 23 miliard PLN (5,5 miliardy EUR), který měl za cíl snížit bariéry pro osoby se zdravotním postižením, a měl být implementován v letech 2018–2025.
Ve stejný měsíc se udály protesty rodičů dospělých osob se zdravotním postižením, které vyžadují dlouhodobou péči, v Sejmu proti tomu, co považovali za nedostatečnou státní podporu, zejména snížení podpory, jakmile dítě dosáhne 18 let. V reakci na to byla měsíční dávka pro dospělé osoby se zdravotním postižením zvýšena přibližně o 15 % na 1 000 zlotých (přibližně 6 000 českých korun) a byly zavedeny určité nepeněžní výhody, i když požadavek protestujících na další měsíční finanční dávku byl zamítnut.

#### LGBT
Strana se staví proti hnutí LGBT a mnoha jeho požadavkům, zejména proti sňatkům osob stejného pohlaví a jakékoli jiné formě právního uznání párů stejného pohlaví. V roce 2020 bylo Polsko podle ILGA-Europe hodnoceno jako země s nejnižšími právy LGBT ve všech členských státech Evropské unie. Tato organizace také upozornila na případy proti-LGBT rétoriky a nenávistných projevů politiků vládnoucí strany. Podle průzkumu Eurobarometru z roku 2019 více než dvě třetiny LGBT lidí v Polsku věří, že předsudky vůči nim v posledních pěti letech vzrostly.
Dne 21. září 2005 předseda PiS Jarosław Kaczyński řekl, že "homosexuálové by neměli být izolováni, ale neměli by například být učiteli. Aktivní homosexuálové rozhodně ne, v žádném případě", ale že homosexuálové "by neměli být diskriminováni jinak". Také prohlásil, že "potvrzení homosexuality povede k pádu civilizace. Nemůžeme s tím souhlasit". Lech Kaczyński, když byl starostou Varšavy, odmítl povolit gay pride pochod; prohlásil, že by to bylo obscénní a urážlivé pro náboženské přesvědčení jiných lidí. Řekl: "Nejsem ochoten se setkat s perverzními lidmi".
V roce 2016 vláda Beaty Szydłové zrušila Radu pro prevenci rasové diskriminace, xenofobie a intolerance, poradní orgán, který byl zřízen v roce 2011 tehdejším premiérem Donaldem Tuskem. Rada monitorovala, radila a koordinovala vládní opatření proti rasismu, diskriminaci a nenávistným zločinům.
Polský prezident Andrzej Duda, který byl kandidátem strany PiS na prezidentský post v letech 2015 a 2020, prohlásil, že "LGBT nejsou lidé, to je ideologie, která je horší než komunismus." Během své úspěšné prezidentské kampaně v roce 2020 slíbil, že zakáže výuku LGBT témat ve školách, navrhl také změnu ústavy, která by zakázala párům stejného pohlaví adoptovat děti.

#### Nacionalismus
Akademický výzkum charakterizoval stranu PiS jako částečně nacionalistickou, ale vedení PiS toto označení odmítá. Oba Kaczyńští se inspirují předválečným hnutím Sanace a jeho vůdcem Józefem Piłsudským, na rozdíl od nacionalistické Endecji vedené Piłsudského politickým riválem Romanem Dmowskim. Nicméně některé části strany, zejména frakce kolem rádia Maryja, jsou inspirovány Dmowského hnutím. Polské krajně pravicové organizace a strany, jako je Národní obrození Polska, či Národní hnutí, pravidelně kritizují relativní ideologickou umírněnost PiS a její politiky za to, že "monopolizují" oficiální politickou scénu tím, že hrají na populární vlastenecké a náboženské pocity. Strana však zahrnuje i několik otevřeně nacionalistických politiků ve vysokých pozicích, jako je ministr digitálních záležitostí Adam Andruszkiewicz, bývalý vůdce Všepolské mládeže;a místopředseda PiS a bývalý ministr obrany Antoni Macierewicz, zakladatel Národně-katolického hnutí. PiS byla také popsána jako národně-konzervativní.

#### Uprchlíci a migrace
PiS se postavila proti systému kvót na masovou relokaci imigrantů, který navrhla Evropská komise k řešení migrační krize v roce 2015. To bylo v kontrastu s postojem jejich hlavních politických protivníků, Občanské platformy, která s návrhem komise sohlasila. V průběhu kampaně vedoucí k polským parlamentním volbám v roce 2015 přistoupila PiS k diskurzu typickému pro populistickou pravici, spojováním národní bezpečnosti s imigrací. Po volbách PiS někdy využívala islamofobní rétoriku k mobilizaci svých podporovatelů.
Příklady proti-migrační a proti-islamistické rétoriky politiků PiS při diskusích o evropské migrační krizi: v roce 2015 Jarosław Kaczyński uvedl, že Polsko nemůže přijmout žádné uprchlíky, protože "mohli by šířit infekční nemoci". V roce 2017 první místopředseda ministra spravedlnosti Patryk Jaki prohlásil, že "zastavení islamizace je jeho Westerplatte". V roce 2017 polský ministr vnitra Mariusz Błaszczak uvedl, že by si přál, aby ho nazývali "Karlem Martelem, který zastavil muslimskou invazi do Evropy v 8. století". V roce 2017 místopředseda Sejmu Joachim Brudziński uvedl během pro-stranické demonstrace v Siedlcích: "Pokud ne pro nás (PiS), oni (muslimové) by tady postavili mešity."

## Vedení

### Vnitřní frakce
Strana PiS je rozdělena na mnoho vnitřních frakcí, které lze ale rozdělit do tří hlavních bloků.
Nejsilnější skupinou uvnitř PiS je neoficiálně nazývaná "Řád středového porozumění". Vede ji Jarosław Kaczyński a jejími hlavními členy jsou Joachim Brudziński, Adam Lipiński a Mariusz Błaszczak.
Druhou hlavní frakcí je radikální, náboženská a tvrdá euroskeptická pravicová skupina kolem Antoniho Macierewicze a Beaty Szydłové, která má blízké názory na stranu Suverénní Polsko, Zbigniewa Ziobru. Tato frakce podporuje radikální reformy a je podporována Jackem Kurskim a Tadeuszem Rydzykem.
Třetí hlavní frakcí je křesťansko-demokratická, republikánská a umírněně sociálně-konzervativní frakce kolem Mateusze Morawieckého, Łukasze Szumowského a Jacka Czaputowicze, která má blízké názory na stranu Republikáni Adama Bielana. Andrzeje Dudu, ačkoliv není přímo členem strany, lze také zařadit do této frakce.

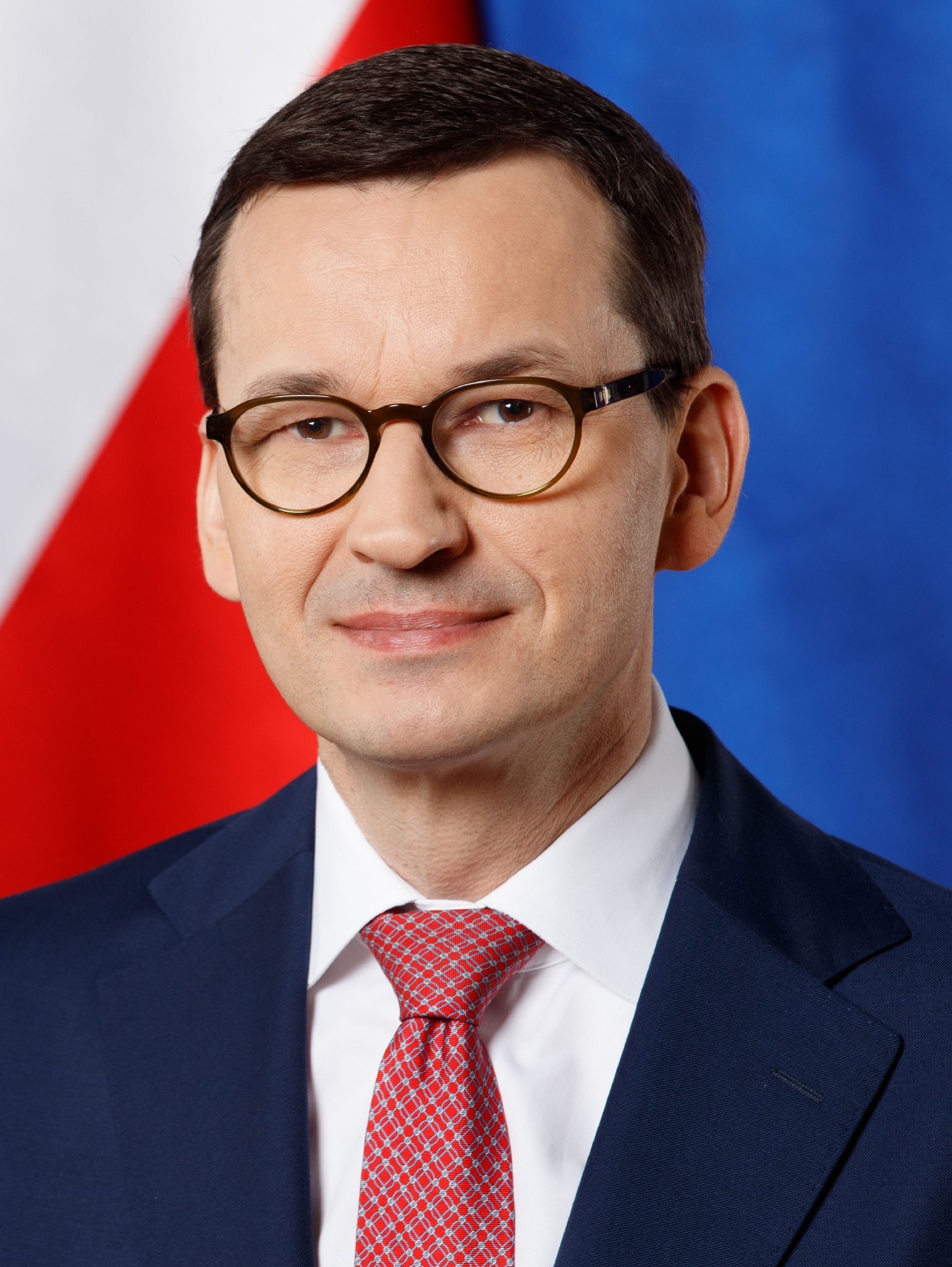
Vicepředseda strany Mateusz Morawiecki, premiér v letech 2017–2023

### Politický výbor

##### Předseda:
- Jarosław Kaczyński

##### Vicepředsedové:
- Mariusz Błaszczak
- Joachim Brudziński
- Mariusz Kamiński
- Antoni Macierewicz
- Mateusz Morawiecki
- Beata Szydłová

##### Pokladník
- Henry Kowalczyk

##### Mluvčí
- Rafał Bochenek

Mluvčí pro disciplínu strany
- Karol Karski

Předseda Výkonného výboru
- Piotr Milowański

Předseda Poslaneckého klubu
- Mariusz Błaszczak

### Vedení strany
| No. | Obrázek | Jméno              | Období                           |
| --- | ------- | ------------------ | -------------------------------- |
| 1.  |         | Lech Kaczyński     | 13. června 2001 – 18. ledna 2003 |
| 2.  |         | Jarosław Kaczyński | 18. ledna 2003 –Současnost       |

## Kritika a kontroverze

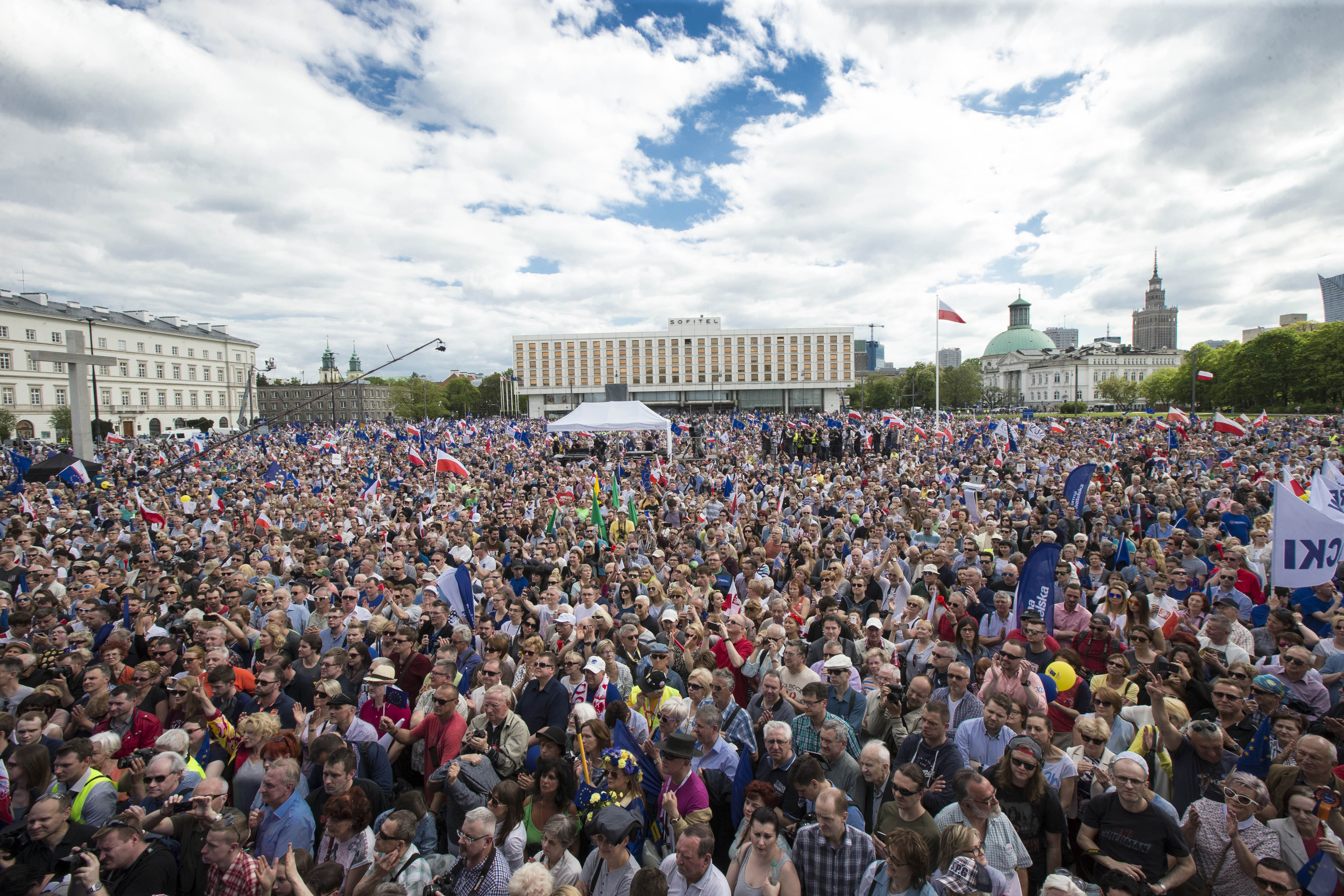
Protesty ve Varšavě proti vládní politice PiS, 7. května 2016

Bývalý polský prezident Lech Wałęsa prohlásil v prosinci 2015, že se za polskou vládu Práva a spravedlnosti stydí. Ke kritice se připojili také bývalí polští prezidenti Aleksander Kwaśniewski a Bronisław Komorowski, předseda Evropské rady Donald Tusk, a předseda Evropského parlamentu Martin Schulz. Podle průzkumu z ledna 2016 si 56% Poláků myslí, že je demokracie v Polsku v ohrožení.
Ještě jako starosta Varšavy Lech Kaczyński odmítl povolit pochod homosexuálů, které označil za „zvrhlíky“. Antoni Macierewicz, první místopředseda PiS a od roku 2015 polský ministr obrany, byl obviňován z antisemitismu a proti jeho jmenování ministrem protestovala americká Anti-Defamation League. V roce 2001 Macierewicz napsal: „Snaží se Židé povykem okolo pogromu v Jedwabném zakrýt svou zodpovědnost za komunismus a sovětskou okupaci?“ V červenci 2016 Macierewicz prohlásil, že „skutečný nepřítel“, Rusko, nese zodpovědnost za volyňský masakr Židů a Poláků, který provedla Ukrajinská povstalecká armáda v letech 1943 až 1944 na Němci okupované severozápadní Ukrajině. Macierewiczovo tvrzení bylo kritizováno ruskou vládou i Federací židovských obcí Ruska.
Jarosław Kaczyński obvinil vládu Donalda Tuska z havárie Tu-154 u Smolenska v roce 2010, při které zahynul jeho bratr Lech. Mnoho vedoucích členů PiS je přesvědčeno, že havárii letadla způsobil atentát ze strany Ruska.

## Volby

### Výsledky v parlamentních volbách
| Volby | Počet % | Změna   | Mandáty (Sejm) | Změna | Mandáty (Senát) | Změna |
| ----- | ------- | ------- | -------------- | ----- | --------------- | ----- |
| 2001  | 9,50 %  | -       | 44             | -     | 0               | -     |
| 2005  | 26,99 % | 17,49 % | 155            | 111   | 49              | 49    |
| 2007  | 32,11 % | 5,12 %  | 166            | 11    | 39              | 10    |
| 2011  | 29,89 % | −2,22 % | 157            | −9    | 31              | −8    |
| 2015  | 37,58 % | 7,69 %  | 235            | 78    | 61              | 31    |
| 2019  | 43,59%  | 6,01%   | 235            | -     | 48              | −13   |
| 2023  | 35,38%  | −8,21%  | 194            | −41   | 34              | −14   |

### Výsledky prezidentských voleb
| Volby | Kandidát           | Hlasování | Počet % | Komentáře                         |
| ----- | ------------------ | --------- | ------- | --------------------------------- |
| 2005  | Lech Kaczyński     | 1. kolo   | 33,10 % | postup do 2. kola                 |
| 2005  | Lech Kaczyński     | 2. kolo   | 54,04 % | vítězství Lecha Kaczyńského       |
| 2010  | Jarosław Kaczyński | 1. kolo   | 36,46 % | postup do 2. kola                 |
| 2010  | Jarosław Kaczyński | 2. kolo   | 46,99 % | vítězství Bronisława Komorowského |
| 2015  | Andrzej Duda       | 1. kolo   | 34,76 % | postup do 2. kola                 |
| 2015  | Andrzej Duda       | 2. kolo   | 51,55 % | vítězství Andrzeje Dudy           |
| 2020  | Andrzej Duda       | 1. kolo   | 43,50 % | postup do 2. kola                 |
| 2020  | Andrzej Duda       | 2. kolo   | 51,03 % | znovuzvolení Andrzeje Dudy        |
| 2025  | Karol Nawrocki     | 1. kolo   | 29,50 % | postup do 2. kola                 |
| 2025  | Karol Nawrocki     | 2. kolo   | 50,09 % | vítězství Karola Nawrockého       |

### Výsledky voleb do Evropského parlamentu
| Volby | Počet % | Změna   | Mandáty | Změna | Počet mandátů pro Polsko |
| ----- | ------- | ------- | ------- | ----- | ------------------------ |
| 2004  | 12,67 % | -       | 7       | -     | 54                       |
| 2009  | 27,4 %  | 14,73 % | 15      | 8     | 51                       |
| 2014  | 31,78 % | 4,38 %  | 19      | 3     | 51                       |
| 2019  | 45,38 % | 13,60 % | 27      | 8     | 52                       |
| 2024  | 36,16 % | -9,22 % | 20      | -7    | 53                       |

## Stejnojmenná česká strana
Po vzoru této polské strany bylo koncem roku 2005 založeno také české politické hnutí, které ve volbách 2006 kandidovalo pod názvem Právo a Spravedlnost – ANO tradiční rodině, NE korupci a kriminalitě.